# Aeroporto Internacional de Formosa
O Aeroporto Internacional de Formosa(em castelhano:  Aeropuerto Internacional de Formosa) (IATA: FMA, ICAO: SARF) é o aeroporto que serve a cidade de Formosa, província de Formosa, Argentina. Está localizado a 7 km do centro da cidade e é conhecido também como Aeroporto El Pucú.

## Terminal A
| Companhias            | Destinos                |
| --------------------- | ----------------------- |
| Aerolíneas Argentinas | Buenos Aires-Aeroparque |